# Ройбос (напій)
Ройбос, розмовна вимова — ройбош (афр. rooibos, вимовляється «ройбос», від rooi — червоний, bos — кущ) — напій (фіточай), одержуваний шляхом заварювання висушених подрібнених листків і пагонів аспалатуса лінійного (Aspalathus linearis), чагарника родини Бобові (Fabaceae).

## Виробництво
Рослина здавна використовувалася місцевим населенням Південної Африки для приготування трав'яного чаю. Збирати листя, схожі на голки, але які дають при заварці дуже приємний ароматний і цілющий настій, першими почали готтентоти, корінні жителі тих місць. Від них про напій дізналися в XVIII столітті голландські поселенці, а в XIX столітті — англійці, які проживали в Кейптауні . Ройбос став тим же, чим в інших регіонах є чай, кава, мате — щоденним тонізуючим безалкогольним напоєм. Він вважається не тільки приємним, але і дуже корисним, надає енергію, зміцнює здоров'я. В якості аналога південноафриканці заварюють також ханібуш.

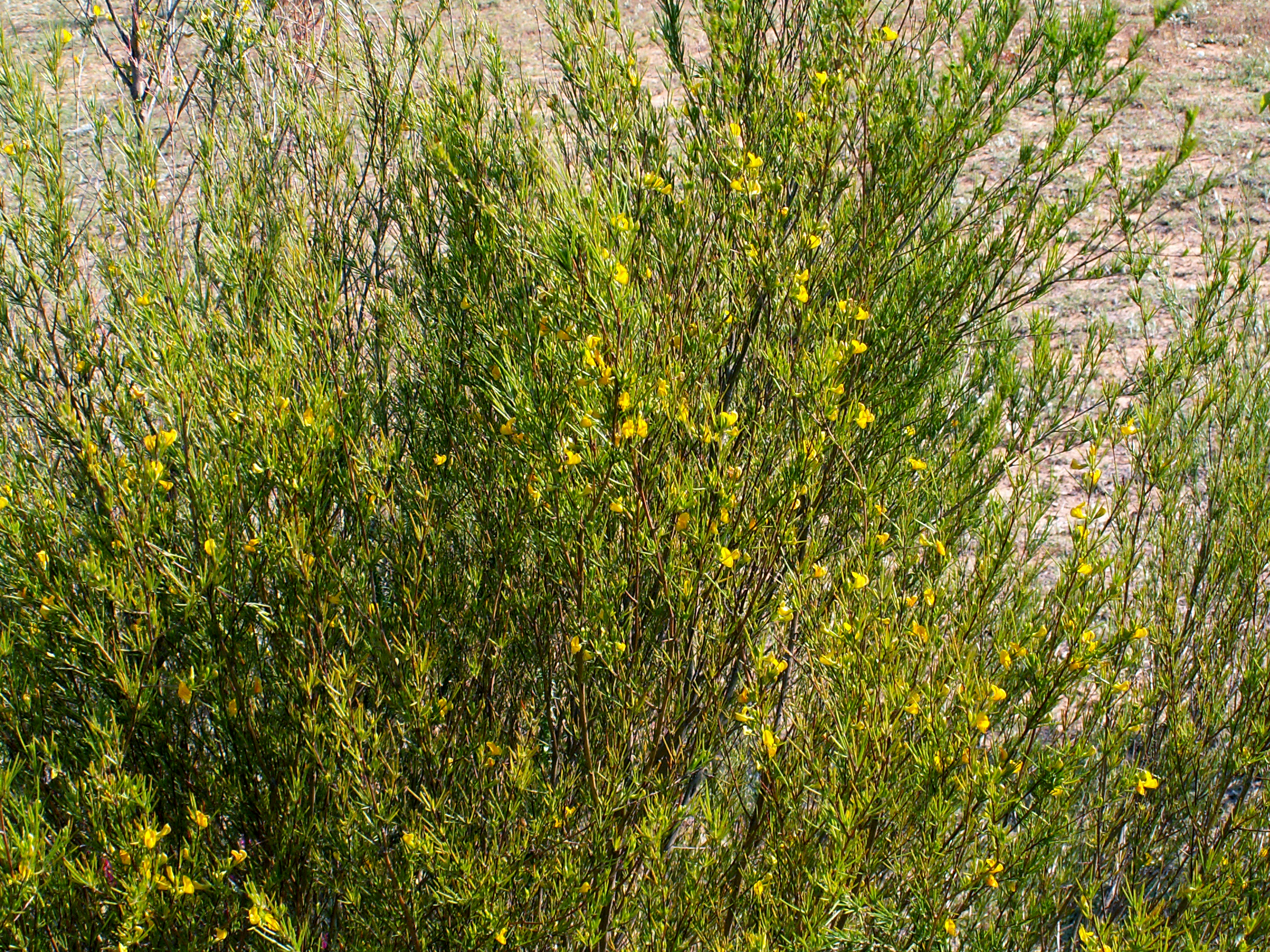
Кущі аспалатуса лінійного

З європейців з ройбосом першими познайомилися в XVIII столітті голландці, пізніше він став відомий практично у всіх частинах світу. Факт вживання ройбоса готтентотами для приготування напою виявив Карл Петер Тунберг, який знаходився в Південній Африці за дорученням голландської Ост-Індської компанії.
Поширення ройбоса в Європі почалося в перші роки XX століття. Поширенню ройбоса сприяв підприємець-емігрант Веніамін Гюнзберг (Бенджамен Гінзберг) з Динабурга, який на початку XX століття організував промислове виробництво ройбоса і його експорт в Європу. Першим, хто зміг виростити ройбос з насіння на плантації, був лікар Пітер Ле Фрас Нортьє. 
В даний час Aspalathus linearis вирощується в ПАР в промислових масштабах. Вся долина Седерберг зайнята плантаціями цієї рослини. Річне виробництво складає близько 12000 т, з них 6000 т йде на експорт. Половина експортованого обсягу споживається Німеччиною. Робилися спроби культивувати аспалатус лінійний в Південній Америці і Австралії, але успіху вони не мали.
На виробництво ідуть кущі віком 1,5 року. З чагарників зрізаються тонкі гілки, на фабриці вони подрібнюються, після чого проводиться ферментація (аналогічно виробництву чаю) — сировину викладають на горизонтальну поверхню, поливають водою і залишають на кілька годин під сонцем. Після ферментації проводиться швидке сушіння (зараз використовуються вакуумні сушильні агрегати), сортування, пастеризація, фасовка. Фасується ройбос точно так само, як чай — або розсипом в пакети і коробки, або в одноразові заварювальні пакетики. Більшість великих "чайних" фірм пропонують у своїй лінійці продукції декілька варіантів ройбоса, в різній упаковці, ароматизованого, у складі різних чайоподібних сумішей.

## Приготування напою

### Заварювання

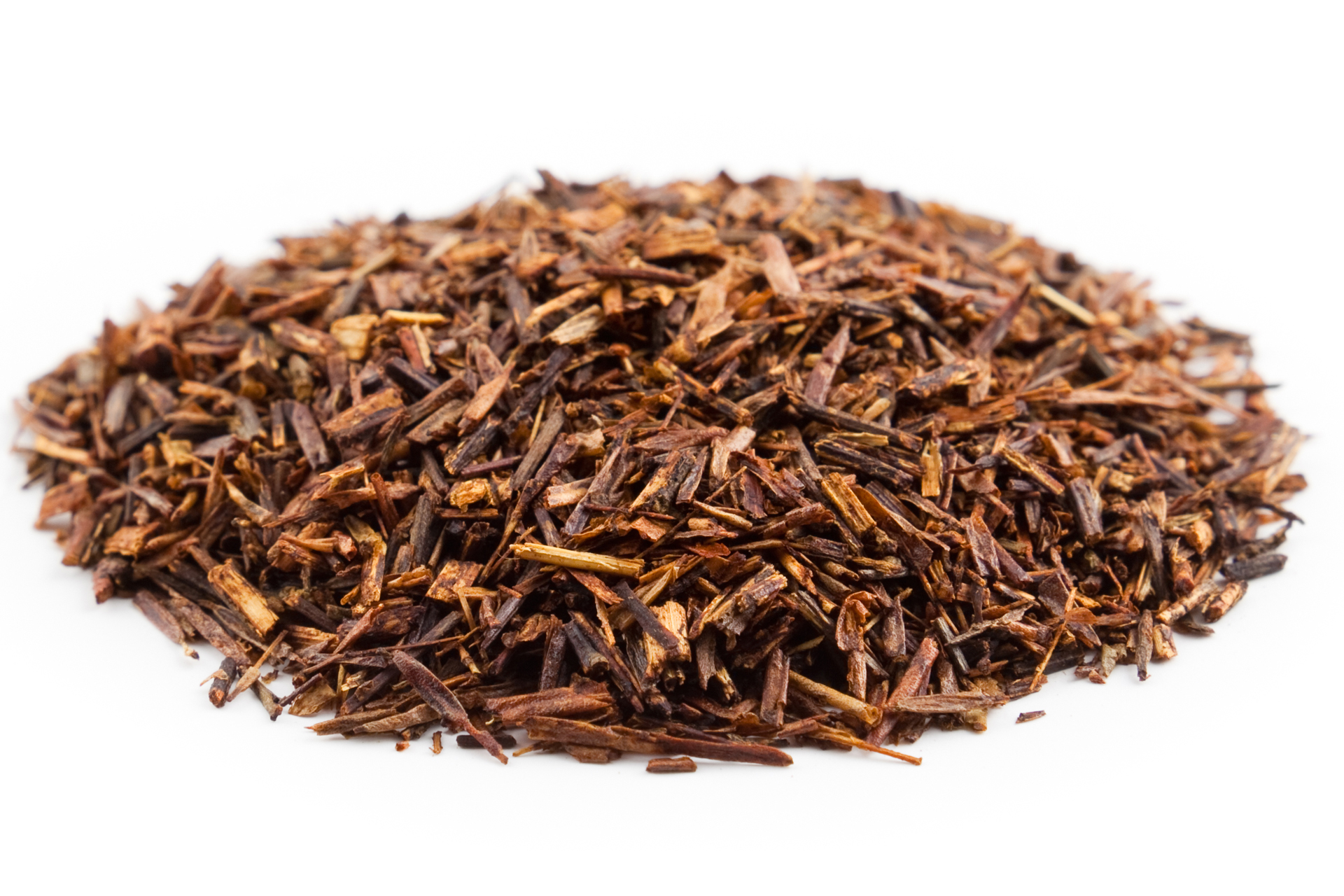
Сухий ройбос

Ройбос заварюється в звичайному заварювальному чайнику (фарфоровому, фаянсовому, глиняному). Процес заварювання ройбоса дуже простий — його треба залити окропом і витримати не менше п'яти хвилин. Іноді рекомендують для кращої екстракції на час настоювання помістити чайник в гарячу духовку, щоб не остигав або навіть продовжував кипіти — на відміну від звичайного чаю, ройбос нормально переносить кип'ятіння. Для кип'ятіння ройбоса доцільно використовувати чайники з жароміцного скла, які нагрівають на електричній плиті або газовій — через розсікач.
Дозування сухого ройбоса приблизно відповідає дозуванню чорного чаю — одна-дві чайні ложки на чашку. «Чаїнки» ройбоса дуже щільні, процес екстракції речовин досить тривалий, тому ройбос цілком можна заварювати кілька разів, причому при повторних завариваниях напій виходить майже таким же насиченим, як і при першому.

### Еспресо з ройбоса
Південноамериканець Преторіус винайшов оригінальний спосіб приготування ройбоса — в кавоварці для еспрессо. Йому вдалося отримати «еспресо з ройбоса» — напій, зовні схожий на каву еспресо, з «шапочкою» піни, дуже міцний (міцність збільшується внаслідок того, що ройбос при приготуванні розмелюється, що дає набагато кращу екстракцію), цегляно-червоного кольору з шафрановим відливом. Для отримання його Преторіусу довелося відібрати відповідний для цього високоякісний сорт ройбоса. Преторіус запатентував свій винахід, а згодом з'явилися й інші розробки «кавового» напряму — червоний капучіно, червоний латте, червоний капучіно з льодом.

## Склад і властивості
Ройбос не містить кофеїну і має низький рівень танінів (менше 5%) і відносно високий рівень вітаміну С (приблизно 9,4%).
Дослідження, що проводилися в Японії, встановили високу здатність придушення активності деяких сильних мутагенів у мишей.
Крім того, були продемонстровані захисні властивості червоного чагарнику проти ушкодження ЦНС в певних ділянках мозку.
Флавоноїди, що містяться в чаї, демонструють антиоксидантні властивості як in vitro, так і in vivo. Тим самим радіозахисний ефект чаю з ройбоса може бути пояснений механізмом захисту організму від вільних радикалів.
В цей же час у листі немає значущих активних сполук, за винятком фтору і міді. Зокрема, одна чашка ройбоса (3 г сухої заварки) містить:
- 0,07 мг заліза;
- 1,67 мг магнію;
- 0,22 мг фтору;
- 0,04 мг марганцю;
- 7,12 мг калію;
- 6,16 мг натрію;
- 1,09 мг кальцію;
- 0,04 мг цинку;
- 0,07 мг міді

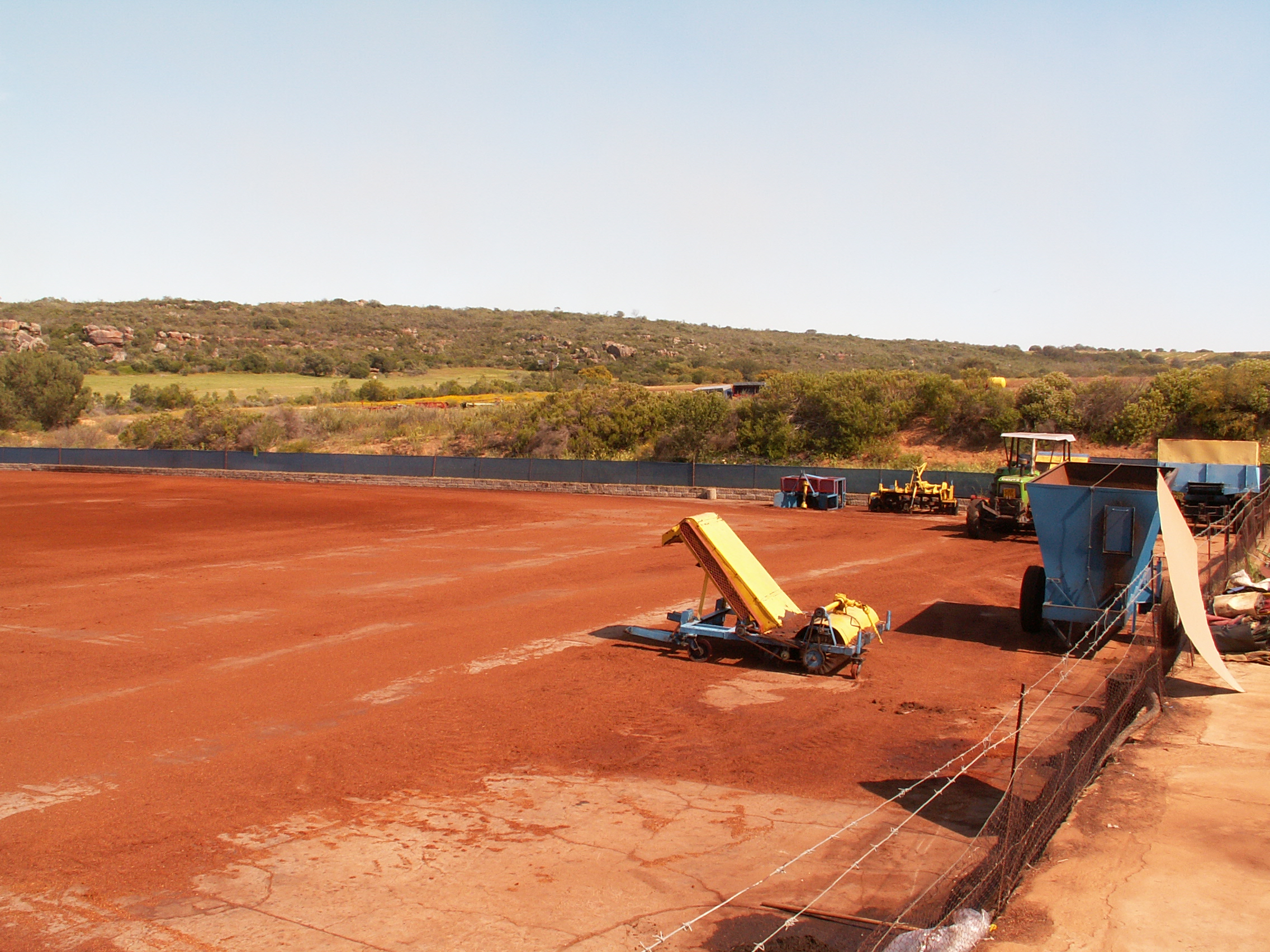
Ферма по виробництву ройбоса

Ройбос добре втамовує спрагу і тонізує. Так як, на відміну від чаю і кави, ройбос не містить кофеїну, він може використовуватися як повна або часткова заміна цих напоїв людьми, яким з якихось причин кофеїн протипоказаний. З цієї ж причини ройбос може без обмежень застосовуватися маленькими дітьми. Наявність у складі ройбоса глюкози робить його смак солодкуватим без використання цукру або підсолоджувачів.
Також ройбос широко застосовується в африканських країнах для полегшення кольок у немовлят.